# باتريك فيرفورت
باتريك فيليكس فيرفورت (من مواليد 17 يناير 1965 من بيرس): هو لاعب كرة قدم بلجيكي سابق.
لعب في مركز خط الوسط الأيسر لعدد من الأندية بيرتشوتو نادي رويال أندرلختو نادي ستاندارد لييج في بلجيكا، ونادي أسكولي في الدوري الإيطالي لكرة القدم، ونادي بوردو في فرنسا.
كما كان ضمن تشكيلة منتخب بلجيكا لكرة القدم في نهائيات كأس العالم لكرة القدم 1986 و1990.

## وصلات خارجية
- Profile
- باتريك فيرفورت على موقع الاتحاد الدولي (مؤرشف)  (الإنجليزية)
- باتريك فيرفورت على موقع الاتحاد البلجيكي (الإنجليزية)
- باتريك فيرفورت على موقع قاعدة بيانات كرة القدم.إي يو (الإنجليزية)
- باتريك فيرفورت على موقع ناشيونال فوتبول تيمز (الإنجليزية)
- باتريك فيرفورت على موقع Soccerway.com (الإنجليزية)
- باتريك فيرفورت على موقع عالم كرة القدم.نت (الإنجليزية)